# 10 березня
10 березня — 69-й день року (70-й у високосні роки) в григоріанському календарі. До кінця року залишається 296 днів.

## Свята і пам'ятні дні

### Міжнародні
- День волинки.
- День тормозка
- День перевірки батарейок

### Національні
- Україна: День Державного Гімну України[1][2], День пам'яті Тараса Шевченка.
- Польща: День чоловіків.
- Азербайджан: День театру.
- Лаос: День вчителя.
- Греція: День інженера.
- Болгарія: День пам'яті жертв Голокосту.
- М'янма: День початку сухого сезону.
- Тибет: День повстання.
- США: День боротьби з ВІЛ/СНІДом серед жінок і дівчаток.
- День соусу Ранч.
- Японія: Хоте-мацурі в місті Сіогама.

### Неофіційні
- День Народження Чака Норріса.
- Від цього Свята походить Свято «Міжнародний День Крутості» / «International Day of Awesomeness».
- День Маріо / National Mario Day.

### Релігійні

#### Християнство
- Святого мученика Кодрата і тих, що з ним: Кипріана, Ніки, Галини та інших.
- День Святого Макарія I.
- День Святого Сімпліція І.
- День Святої Анастасії.
- День Святої Марії Євгенії від Ісуса.
- День Святої Гаррієт Табмен.
- Річниця Львівського псевдособору.

Православ'я:.
- Мучеників Кодрата та з ним Кипріана, Діонісія, Анекта, Павла, Крискента, Діонісія (іншого), Вікторина, Віктора, Никифора, Клавдія, Діодора, Серафіона, Папія, Леоніда і мцц. Харієси, Нунехії, Василіси, Ніки, Галі, Галини, Феодори та інших багатьох.
- Мучеників Кодрата Нікомидійського, Саторина, Руфина та інших.
- Преподобної Анастасії.

#### Рідновірство
- Вербиця.

### Іменини
✙ Православні: Кодрат, Кипріан, Ніка, Галина, Віктор, Леонід, Анастасія.
✝  Католицькі:

## Події
- 1098 — Балдуїн I прийняв титул графа Едеси, заснувавши першу державу хрестоносців.
- 1535 — кораблі Томаса де Берланґи відхилилися зі шляху від Панами до Перу, внаслідок чого були відкриті Галапагоські острови.
- 1801 — в Англії, Шотландії та Уельсі проведений перший перепис населення.
- 1813 — пруський король Фрідріх-Вільгельм III заснував нагороду «Залізний Хрест» на відзначення заслуг у визволенні країни від наполеонівської окупації.
- 1830 — початок боротьби горців Дагестану й Чечні за незалежність.
- 1862 — у США увійшли в обіг перші паперові гроші.
- 1865 — пісня «Ще не вмерла Україна» вперше публічно прозвучала в Перемишлі, на концерті пам'яті Тараса Шевченка.
- 1876 — Александер Грем Белл зробив перший успішний телефонний дзвінок. Першою фразою була: Mr. Watson, come here, I want to see you («Містере Ватсон, зайдіть, я хочу вас бачити»).
- 1878 — у женевській друкарні М. Драгоманова Ф. Вовк і А. Ляхоцький видали кишенькове видання «Кобзаря» Тараса Шевченка.
- 1893 — Берег Слонової Кістки став французькою колонією.
- 1905 — поразкою Росії закінчилась Мукденська битва, наймасштабніша бойова операція, що відбувалась до Першої світової війни.
- 1906 — у Британії відкрита лінія Бакерлоо (Bakerloo) Лондонського метрополітену.
- 1910 — у Китаї заборонено рабство.
- 1910 — перші нічні польоти здійснив француз Еміль Обрен на моноплані «Блеріо».
- 1943 — німецький фельдмаршал Ервін фон Роммель прибув у бункер під Вінницею для спроби умовити Гітлера евакуювати німецькі війська з Північної Африки.
- 1943 — розпочалися роботи зі створення ядерної зброї в СРСР.
- 1945 — відбулося бомбардування Токіо, найкривавіший авіаналіт в історії воєн.
- 1959 — початок Тибетського повстання місцевих мешканців проти китайської влади.
- 1975 — в Москві на хокейному матчі СРСР–Канада в тисняві за жувальні гумки загинув 21 вболівальник, 25 потерпілих;
- 1976 — полька Крістіна Хойновська розпочала перше жіноче навколосвітнє одиночне плавання.
- 1990 — з'явилася перша в Києві парафія УАПЦ. Завдяки етнологу Лідії Орел для неї надали церкву святого архістратига Михаїла в Музеї народної архітектури та побуту України.
- 1992 — Україна прийнята до Північноатлантичної Ради співробітництва. Початок існування оркестру Почесної варти Президентського полку України.
- 2006 — відкрилися IX Зимові Паралімпійські ігри в Турині, Італія.

## Народились
Дивись також Категорія:Народились 10 березня
- 1787 — Устим Кармелюк, шляхетний розбійник та український національний герой, керівник повстанського руху на Поділлі у 1813–1835 рр. проти національного і соціального гніту
- 1844 — Пабло Сарасате, іспанський скрипаль і композитор.
- 1858 — Генріх Фоулер, англійський філолог, автор першого Оксфордського словника
- 1908 — Котін Жозеф Якович, радянський конструктор важких танків і гусеничних машин спеціального призначення, родом з України.
- 1920 — Борис Віан, французький прозаїк, поет, джазовий музикант і співак.
- 1926 — Олександр Зацепін, композитор, автор пісень до фільмів «Земля Санникова», «Діамантова рука», «Кавказька полонянка».
- 1930 — Володимир Михалевич, український вчений у галузі економічної кібернетики, директор Інституту кібернетики імені В. М. Глушкова НАН України з 1982 по 1994 рр.
- 1938 — Володимир Моргун, Герой України, український генетик-селекціонер, директор Інституту фізіології рослин і генетики НАН України
- 1940 — Чак Норріс, американський кіноактор.
- 1953 — Тарас Петриненко, український музикант, співак, композитор, поет. Автор пісні «Україна», що перетворилась на своєрідний неофіційний гімн України.
- 1958 — Шерон Стоун, американська актриса («Казино», «Основний інстинкт»).
- 1964 — Найна Черрі, шведська співачка.
- 1973 — Єва Герцигова, чеська супермодель і акторка.
- 1983 — Керрі Андервуд, американська кантрі-співачка.
- 1989 — Вікторія Мотричко, українська шашкістка, чемпіонка світу.

## Померли

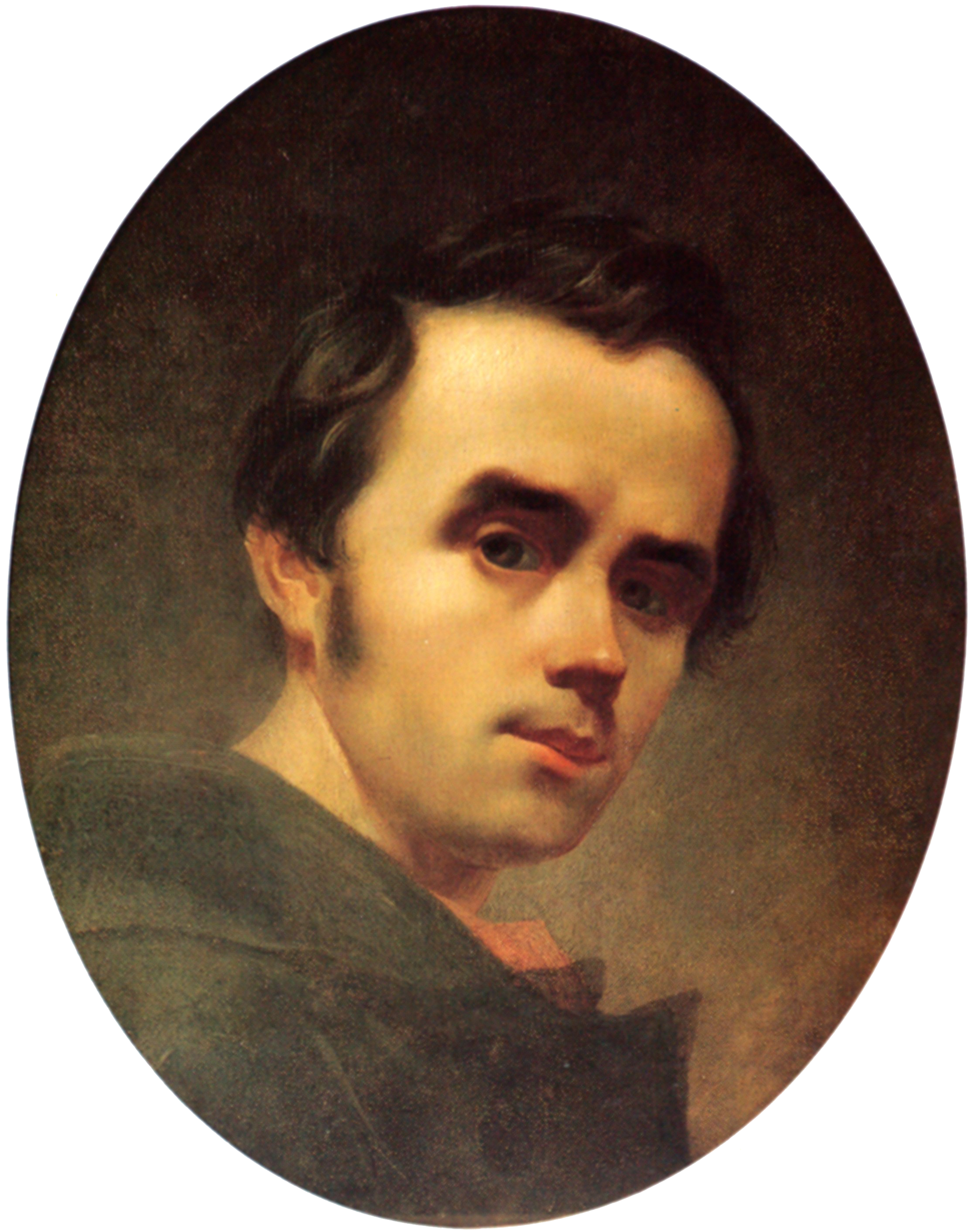
Тарас Шевченко

Наталія Дубровська

Дивись також Категорія:Померли 10 березня
- 1819 — Фрідріх Генріх Якобі, німецький філософ, молодший брат поета Йогана Георга Якобі.
- 1824 — Лука Долинський, український живописець, портретист, іконописець та монументаліст.
- 1861 — Тарас Шевченко, український поет, письменник (драматург, прозаїк), художник (живописець, гравер), громадський та політичний діяч
- 1870 — Аполлон Мокрицький, український живописець і педагог.
- 1872 — Джузеппе Мадзіні, італійський політик, революціонер, патріот, письменник і філософ
- 1913 — Гаррієт Табмен, борчиня проти рабства та за соціальні реформи в США
- 1940 — Михайло Булгаков, радянський письменник, драматург, лікар.
- 2004 — Борислав Брондуков, актор, народний артист України
- 2008 — Георгій Фукс, український інженер-будівельник, фахівець у галузі проєктування мостів
- 2010 — Дороті Дженіс, американська акторка німого кіно.
- 2015 — Наталія Дубровська, українська акторка театру та кіно, Заслужена артистка України.
- 2018 — Юбер де Живанші, французький модельєр, який заснував у 1952 році модний дім Givenchy.